# Arachnodes hanskii
Arachnodes hanskii är en skalbaggsart som beskrevs av Olivier Montreuil 2003. Arachnodes hanskii ingår i släktet Arachnodes och familjen bladhorningar. Inga underarter finns listade.